# Тугаринов, Аркадий Яковлевич
Арка́дий Я́ковлевич Туга́ринов (29 октября [10 ноября] 1880, Саратов — 8 июля 1948, Ленинград) — русский и советский зоолог, палеонтолог, профессор, директор Красноярского краеведческого музея, доктор биологических наук, учёный-орнитолог, руководитель отделения орнитологии Зоологического института АН СССР.

## Биография
Родился 10 ноября 1880 года в Саратове, в семье земского деятеля Якова Яковлевича Тугаринова.
Учился в Саратовском Александро-Мариинском реальном училище. В школьные годы собирал гербарии, в семнадцатилетнем возрасте стал членом общества естествоиспытателей Саратова. Работал лаборантом в почвенной лаборатории, хранителем музея Саратовского общества естествоиспытателей. На средства Саратовского и Казанского обществ естествоиспытателей совершил поездку в Астраханскую область, на озеро Баскунчак и Ханскую ставку, где собирал гербарий и орнитологические материалы. Поступил в Казанский университет.
В 1901 году принимал участие в съезде естествоиспытателей в Санкт-Петербурге, где познакомился с красноярскими учёными.
В январе 1905 года переехал в Красноярск и занял пост директора музея Приенисейского края. Собирал коллекции для музея, исследовал Енисей, проводил археологические и этнографические исследования. С 1907 по 1926 год возглавлял Красноярское отделение РГО.
В 1914 году раскапывал курган у деревни Андроново в Ачинском уезде. Позднее находки были отнесены к Андроновской культуре.
После февральской революции 1917 года был включён в состав комиссии по изъятию дел из жандармского управления. Добился передачи музею писем декабристов и других документов. Был назначен особым комиссаром продовольствия в Туруханске, где провёл один год.
В 1919 году проводил раскопки на Афонтовой горе. Читал лекции, организовал этнографические вечера.
В 1926 году по приглашению академика П. П. Сушкина переехал в Ленинград. Работал в Зоологическом институте АН СССР.
В 1926 году принял участие в комплексной экспедиции Зоологического музея в северную Монголию. В 1928 году участвовал в экспедиции в северо-восточную часть Монголии. После этих экспедиций опубликовал две работы «Северная Монголия и птицы этой страны» и «Птицы восточной Монголии».
С 1934 по 1937 год работал в экспедициях на юго-западном побережье Каспийского моря.
С 1940 года руководил отделением орнитологии Зоологического института. Принимал участие в составлении капитального академического издания «Фауна СССР».
Скончался в Ленинграде 8 июля 1948 года.

## Награды
- орден Трудового Красного Знамени (10.06.1945)
- медаль «За оборону Ленинграда»
- медаль «За доблестный труд в Великой Отечественной войне 1941-1945 гг.»
- Малая золотая медаль Западно-Сибирской выставки в Омске (1911)
- Серебряная медаль Московской выставки (1923 год)

## Основные труды
Автор многочисленных научных работ, среди них:
- Материалы по птицам Енисейской губернии / А. Я. Тугаринов, С. А. Бутурлин. — Красноярск, 1911.
- Соболь в Енисейской губернии: с карт. распространения. — Красноярск, 1913.
- Географические ландшафты Приенисейского края. — Красноярск, 1925.
- Птицы Приенисейской Сибири: список и распространение. — Красноярск, 1927.
- Последние комлажи. — Москва, 1926.